# Championnat de Belgique de football de troisième division 1942-1943
Navigation
saison précédente saison suivante
Cette page présente la quinzième édition du championnat de Promotion (D3) belge.
C'est le deuxième "championnat de guerre" du 3e niveau national ne voit que 59 clubs engagés. C’est un nouveau record pour ce niveau. Cependant les séries restent inégales quant au nombre de participants. Pour la première fois, un groupe comporte 16 équipes, mais un autre n’en totalise que 13.
Quatorze clubs ont été promus, des séries inférieures, depuis la fin de la saison précédente. La URBSFA réinstaure les principes de montée vers la "Division 1" (D2) et de relégation vers les séries inférieures. Cependant, les deux groupes incomplets ne comptent que deux relégués.
N'étant pas en mesure de s'aligner en Division 1 (D2), La R. Union Hutoise FC qui avait joué "hors-classement" a retrouvé sa place à l’étage supérieur.  Le R. CS Schaerbeek qui l’avait remplacé numériquement n’est pas redescendu.
Trois des quatre champions gagnent le droit de remonter au 2e niveau national pour la première fois longtemps. Le R. FC Liégeois attendait depuis 1935. Le St-Niklaassche SK retrouve la "D2" après son bref passage de  1931-1932, soit 13 ans plus tôt. Courtrai Sport fait de même mais après 15 ans.
Le Stade Nivellois accède pour la première fois à l’antichambre de l’élite belge. Il devient le 15e club Brabançon mais le premier du "Brabant wallon".

## Participants 1942-1943
Le nombre de clubs participants à cette édition est de 59 formations différentes. C'est neuf de plus que lors de l'éditition précédente. Ce total est obtenu en raison du fait qu'aucune équipe n'a été reléguée alors que d'autres sont promus depuis les compétitions régionales. 59 représente un nouveau record pour le 3e niveau au sein duquel on trouve pour la première fois une série composée de 16 clubs.
La réparation par séries se fait comme suit:

### Localisations Série A
| \| Liège · R. FC Liégeois · R. FC Bressoux · Racing FC Montegnée · R. St-Nicolas FC · + · Ans FC · AS Herstalienne · Milmort FC Beringen Vigor VV Patria FC Looi Sp. St-Truidense Winterslag Liège Verviers SRU Verviers Waremme \| Localisation des clubs engagés en Promotion A 1942-1943 |
| Liège · R. FC Liégeois · R. FC Bressoux · Racing FC Montegnée · R. St-Nicolas FC · + · Ans FC · AS Herstalienne · Milmort FC Beringen Vigor VV Patria FC Looi Sp. St-Truidense Winterslag Liège Verviers SRU Verviers Waremme                                                               |

### Participants Série A
| #  | Nom                                          | Mat. | Ville       | Stades           | En D3 depuis    | Total en D3 | Province |
| -- | -------------------------------------------- | ---- | ----------- | ---------------- | --------------- | ----------- | -------- |
| 1  | Royal Football Club Liègeois                 | 4    | Liège       | stade Vélodrome  | 1935-1936 (6e)  | 6 saisons   | Liège    |
| 2  | Royal Club Sportif Verviétois                | 8    | Verviers    | du Panorama      | 1936-1937 (5e)  | 6 saisons   | Liège    |
| 3  | Royal Football Club Bressoux                 | 23   | Bressoux    | ??               | 1932-1933 (9e)  | 14 saisons  | Liège    |
| 4  | Skill Racing Union Verviers                  | 34   | Verviers    | de Bielmont      | 1938-1939 (3e)  | 6 saisons   | Liège    |
| 5  | Patria Football Club Tongres                 | 71   | Tongres     | ??               | 1936-1937 (5e)  | 9 saisons   | Limbourg |
| 6  | Racing Football Club Montegnée               | 77   | Montegnée   | ??               | 1938-1939 (3e)  | 7 saisons   | Liège    |
| 7  | Stade Waremmien Football Club                | 190  | Waremme     | ??               | 1937-1938 (4e)  | 9 saisons   | Liège    |
| 8  | Milmort Football Club                        | 208  | Milmort     | ??               | 1936-1937 (5e)  | 8 saisons   | Liège    |
| 9  | Football Club Winterslag                     | 322  | Winterslag  | Noordlaanstadion | 1941-1942 (2e)  | 2 saisons   | Limbourg |
| 10 | Sint-Truidense Voetbalvereniging             | 373  | Saint-Trond | ??               | 1937-1938 (4e)  | 10 saisons  | Limbourg |
| 11 | Beeringen Football Club                      | 522  | Beringen    | Mijnstadion      | 1936-1937 (5e)  | 5 saisons   | Limbourg |
| 12 | Voetbalvereniging Looi Sport Tessenderlo     | 565  | Tessenderlo | ??               | 1938-1939 (3e)  | 3 saisons   | Limbourg |
| 13 | Saint-Nicolas Football Club                  | 667  | St-Nicolas  | ??               | 1941-1942 (2e)  | 5 saisons   | Liège    |
| 14 | Association Sportive Herstalienne            | 82   | Herstal     | ??               | 1942-1943 (1re) | 10 saisons  | Liège    |
| 15 | Koninklijke Vigor Beringen Voetbalvereniging | 330  | Beringen    | ??               | 1942-1943 (1re) | 1 saison    | Limbourg |
| 16 | Ans Football Club                            | 617  | Ans         | ??               | 1942-1943 (1re) | 1 saison    | Liège    |

### Série B
| #  | Nom                                       | Mat. | Ville              | Stades                   | En D3 depuis    | Total en D3 | Province   |
| -- | ----------------------------------------- | ---- | ------------------ | ------------------------ | --------------- | ----------- | ---------- |
| 1  | Royal Albert Elisabeth Club Mons          | 44   | Mons               | rue du Tir               | 1926-1927 (15e) | 15 saisons  | Hainaut    |
| 2  | Royal Gosselies Sports                    | 278  | Gosselies          | ??                       | 1938-1939 (3e)  | 3 saisons   | Hainaut    |
| 3  | Royale Union Sportive Halloise            | 87   | Hal                | ??                       | 1937-1938 (4e)  | 4 saisons   | Brabant    |
| 4  | Royale Association Athlétique Louviéroise | 93   | La Louvière        | stade du Tivoli          | 1937-1938 (4e)  | 4 saisons   | Hainaut    |
| 5  | Jeunesse Arlonaise                        | 143  | Arlon              | ??                       | 1934-1935 (7e)  | 13 saisons  | Luxembourg |
| 6  | Union Royale Namur                        | 156  | Namur              | stade des Champs-Elysées | 1931-1932 (10e) | 11 saisons  | Namur      |
| 7  | Stade Nivellois                           | 182  | Nivelles           | ??                       | 1941-1942 (2e)  | 2 saisons   | Brabant    |
| 8  | Association Marchiennoise des Sports      | 278  | Marchienne-au-Pont | ??                       | 1931-1932 (10e) | 10 saisons  | Hainaut    |
| 9  | Châtelineau Sport                         | 511  | Châtelineau        | ??                       | 1941-1942 (2e)  | 3 saisons   | Hainaut    |
| 10 | Union Jemappes                            | 136  | Jemappes           | ??                       | 1942-1943 (1re) | 9 saisons   | Hainaut    |
| 11 | Sporting Club Wasmes                      | 137  | Wasmes             | ??                       | 1942-1943 (1re) | 1 saison    | Hainaut    |
| 12 | Cercle Sportif Florennois                 | 268  | Florennes          | ??                       | 1942-1943 (1re) | 1 saison    | Namur      |
| 13 | Union Wallonne Ciney                      | 460  | Ciney              | stade Lambert            | 1942-1943 (1re) | 1 saison    | Namur      |

### Localisations Série B
| \| Charleroi: · R. Gosselies Sports · Ass. Marchiennoise des Sp. · + · Châtelineau Sp. U. Halloise Nivelles Charleroi Mons Wasmes Jemappes La Louv. Namur Florennes Ciney J. Arlonaise \| Localisation des clubs engagés en Promotion B 1942-1943 |
| Charleroi: · R. Gosselies Sports · Ass. Marchiennoise des Sp. · + · Châtelineau Sp. U. Halloise Nivelles Charleroi Mons Wasmes Jemappes La Louv. Namur Florennes Ciney J. Arlonaise                                                               |

### Série C
| #  | Nom                                              | Mat. | Ville           | Stades        | En D3 depuis    | Total en D3 | Province      |
| -- | ------------------------------------------------ | ---- | --------------- | ------------- | --------------- | ----------- | ------------- |
| 1  | Cappellen Football Club Koninklijke Maatschappij | 43   | Kapellen        | ??            | 1941-1942 (2e)  | 9 saisons   | Anvers        |
| 2  | Willebroekse Sportvereniging                     | 85   | Willebroek      | Henry Pickery | 1936-1937 (5e)  | 5 saisons   | Anvers        |
| 3  | Bouchoutse Voetebalvereniging                    | 121  | Bouchout        | ??            | 1936-1937 (5e)  | 5 saisons   | Anvers        |
| 4  | Football Club Wilrijk                            | 155  | Wilrijk         | ??            | 1941-1942 (2e)  | 7 saisons   | Anvers        |
| 5  | Sint-Niklaassche Sportkring                      | 221  | St-Nicolas/Waas | ??            | 1932-1933 (9e)  | 14 saisons  | Fl. orientale |
| 6  | Sporting Club Louvain                            | 223  | Louvain         | ??            | 1934-1935 (7e)  | 8 saisons   | Brabant       |
| 7  | Sportkring Hoboken                               | 285  | Hoboken         | ??            | 1937-1938 (4e)  | 9 saisons   | Anvers        |
| 8  | Hemiksem Athletic Club                           | 360  | Hemiksem        | ??            | 1930-1931 (11e) | 11 saisons  | Anvers        |
| 9  | Voetbalvereniging Edegem Sport                   | 377  | Edegem          | ??            | 1938-1939 (3e)  | 3 saisons   | Anvers        |
| 10 | Voetbalvereniging Ons Genoegen Vorselaar         | 402  | Vorselaar       | ??            | 1938-1939 (3e)  | 3 saisons   | Anvers        |
| 11 | Wesel Sport                                      | 844  | Mol             | ??            | 1941-1942 (2e)  | 3 saisons   | Anvers        |
| 12 | Football Club Nijlen                             | 1065 | Nijlen          | ??            | 1937-1938 (4e)  | 4 saisons   | Anvers        |
| 13 | Racing Club Borgerhout                           | 84   | Borgerhout      | ??            | 1942-1943 (1re) | 8 saisons   | Anvers        |
| 14 | Football Club Klein-Brabant                      | 342  | Bornem          | ??            | 1942-1943 (1re) | 1 saison    | Anvers        |
| 15 | Balensche Sportkring                             | 1774 | Balen           | ??            | 1942-1943 (1re) | 1 saison    | Anvers        |

### Localisations Série C
| \| Anvers: · Cappellen FC · RC Borgerhout · FC Wilrijk · SK Hoboken · Hemiskem AC · VV Edegem Sport Anvers Willebroek Klein-Brabant Wezel Balen Vorselaar Bouchout Nijlen SC Louvain St-Nicolas \| Localisation des clubs engagés en Promotion C 1942-1943 |
| Anvers: · Cappellen FC · RC Borgerhout · FC Wilrijk · SK Hoboken · Hemiskem AC · VV Edegem Sport Anvers Willebroek Klein-Brabant Wezel Balen Vorselaar Bouchout Nijlen SC Louvain St-Nicolas                                                               |

### Série D
| #  | Nom                                           | Mat. | Ville     | Stades               | En D3 depuis    | Total en D3 | Province        |
| -- | --------------------------------------------- | ---- | --------- | -------------------- | --------------- | ----------- | --------------- |
| 1  | Royal Racing Club de Gand                     | 11   | Gand      | Emmanuel Hielstadion | 1938-1939 (3e)  | 3 saisons   | Fl. orientale   |
| 2  | Royal Courtrai Sports                         | 19   | Courtrai  | ??                   | 1931-1932 (10e) | 13 saisons  | Fl. occidentale |
| 3  | Royale Union Sportive Tournaisienne           | 26   | Tournai   | stade G. Horlait     | 1936-1937 (5e)  | 13 saisons  | Hainaut         |
| 4  | Koninklijke Vanneste Genootschap Oostende     | 31   | Ostende   | ??                   | 1938-1939 (3e)  | 10 saisons  | Fl. occidentale |
| 5  | Royal Ixelles Sporting Club                   | 42   | Ixelles   | ??                   | 1941-1942 (2e)  | 7 saisons   | Brabant         |
| 6  | Royal Sporting Club Méninois                  | 56   | Menin     | ??                   | 1935-1936 (6e)  | 9 saisons   | Fl. occidentale |
| 7  | Royal Knokke Football Club                    | 101  | Knokke    | ??                   | 1937-1938 (4e)  | 10 saisons  | Fl. occidentale |
| 8  | Sportkring Roulers                            | 134  | Roulers   | Schierveld           | 1941-1942 (2e)  | 6 saisons   | Fl. occidentale |
| 9  | Royale Union Sportive Laeken                  | 281  | Laeken    | ??                   | 1938-1939 (3e)  | 3 saisons   | Brabant         |
| 10 | Racing Club Lokeren                           | 282  | Lokeren   | ??                   | 1938-1939 (3e)  | 3 saisons   | Fl. orientale   |
| 11 | Stade Mouscronnois                            | 508  | Mouscron  | ??                   | 1938-1939 (3e)  | 3 saisons   | Fl. occidentale |
| 12 | Royal Crossing Football Club Ganshoren        | 451  | Ganshoren | ??                   | 1942-1943 (1re) | 1 saison    | Brabant         |
| 13 | Koninklijke Atletische Vereniging Dendermonde | 57   | Termonde  | ??                   | 1942-1943 (1re) | 8 saisons   | Fl. orientale   |
| 14 | Royal Football Club Roulers                   | 286  | Roulers   | Rodenbachstadion     | 1942-1943 (1re) | 1 saison    | Fl. occidentale |
| 15 | Sporting Club Union & Progrès Jette           | 474  | Jette     | ??                   | 1942-1943 (1re) | 8 saisons   | Brabant         |

### Localisations Série D
| \| Bruxelles: · R. Ixelles SC · R. Crossing FC Ganshoren · R. US Laeken · SCUP Jette Knokke FC VG Oostende SK Roulers FC Roulers Courtrai Sp. SC Meenen Bruxelles US Tournai Mouscron RC Gand Lokeren Derdermonde \| Localisation des clubs engagés en Promotion D 1942-1943 |
| Bruxelles: · R. Ixelles SC · R. Crossing FC Ganshoren · R. US Laeken · SCUP Jette Knokke FC VG Oostende SK Roulers FC Roulers Courtrai Sp. SC Meenen Bruxelles US Tournai Mouscron RC Gand Lokeren Derdermonde                                                               |

## Classements
- Le nom des clubs est celui employé à l'époque

Légende
- Champion & Promu en Division 1 (D2)
- clubs relégué vers les séries inférieures

Abréviations
 : Promu depuis les séries inférieures
- Départages: Si nécessaire, les départages des égalités de points se font d'abord en donnant priorité « au plus petit nombre de défaites ».

### Promotion A
| Rang | Équipe               | Pts | J  | G  | N | P  | Bp  | Bc  | Diff |
| ---- | -------------------- | --- | -- | -- | - | -- | --- | --- | ---- |
| 1    | R. FC LIEGEOIS       | 55  | 30 | 26 | 3 | 1  | 123 | 27  | +96  |
| 2    | Beeringen FC         | 51  | 30 | 24 | 3 | 3  | 115 | 42  | +73  |
| 3    | R. CS Verviétois     | 48  | 30 | 22 | 4 | 4  | 107 | 32  | +75  |
| 4    | St-Truidensche VV    | 42  | 30 | 19 | 4 | 7  | 139 | 39  | +100 |
| 5    | VV Looi Sport        | 32  | 30 | 13 | 6 | 11 | 102 | 66  | +36  |
| 6    | K. VV Vigor Beringen | 32  | 30 | 13 | 6 | 11 | 84  | 70  | +14  |
| 7    | Stade Waremmien FC   | 32  | 30 | 15 | 2 | 13 | 75  | 58  | +17  |
| 8    | Patria FC Tongres    | 32  | 30 | 15 | 2 | 13 | 77  | 84  | -7   |
| 9    | FC Winterslag        | 28  | 30 | 12 | 4 | 14 | 70  | 78  | -8   |
| 10   | Racing FC Montegnée  | 26  | 30 | 11 | 4 | 15 | 76  | 85  | -9   |
| 11   | AS Herstalienne      | 25  | 30 | 12 | 1 | 17 | 56  | 99  | -43  |
| 12   | R. FC Bressoux       | 24  | 30 | 10 | 4 | 16 | 58  | 70  | -12  |
| 13   | Ans FC               | 23  | 30 | 10 | 3 | 17 | 58  | 77  | -19  |
| 14   | SRU Verviers         | 15  | 30 | 5  | 5 | 20 | 46  | 128 | -82  |
| 15   | Milmort FC           | 10  | 30 | 4  | 2 | 24 | 54  | 159 | -105 |
| 16   | FC St-Nicolas        | 5   | 30 | 1  | 3 | 26 | 39  | 162 | -123 |

### Promotion B
| Rang | Équipe                        | Pts | J  | G  | N | P  | Bp | Bc | Diff |
| ---- | ----------------------------- | --- | -- | -- | - | -- | -- | -- | ---- |
| 1    | STADE NIVELLOIS               | 39  | 24 | 17 | 5 | 2  | 61 | 25 | +36  |
| 2    | Ass. Marchiennoise des Sports | 36  | 24 | 15 | 6 | 3  | 67 | 36 | +31  |
| 3    | R. AEC Mons                   | 33  | 24 | 13 | 7 | 4  | 86 | 41 | +45  |
| 4    | R. AA Louviéroise             | 33  | 24 | 14 | 5 | 5  | 63 | 35 | +28  |
| 5    | UR Namur                      | 29  | 24 | 13 | 3 | 8  | 50 | 37 | +13  |
| 6    | Union Halloise                | 25  | 24 | 11 | 3 | 10 | 59 | 48 | +11  |
| 7    | SC Wasmes                     | 23  | 24 | 9  | 5 | 10 | 66 | 53 | +13  |
| 8    | R. Gosselies Sports           | 19  | 24 | 7  | 5 | 12 | 58 | 66 | -8   |
| 9    | Union Jemappes                | 18  | 24 | 8  | 2 | 15 | 44 | 69 | -25  |
| 10   | UW Ciney                      | 17  | 24 | 7  | 3 | 14 | 38 | 83 | -45  |
| 11   | Châtelineau Sport             | 16  | 24 | 6  | 4 | 14 | 54 | 78 | -24  |
| 12   | R. Jeunesse Arlonaise         | 14  | 24 | 5  | 4 | 15 | 33 | 68 | -35  |
| 13   | CS Florennois                 | 10  | 24 | 3  | 4 | 17 | 33 | 80 | -47  |

### Promotion C
| Rang | Équipe              | Pts | J  | G  | N | P  | Bp  | Bc  | Diff |
| ---- | ------------------- | --- | -- | -- | - | -- | --- | --- | ---- |
| 1    | SINT-NIKLAASSCHE SK | 51  | 28 | 24 | 3 | 1  | 156 | 35  | +121 |
| 2    | Wezel Sport FC      | 41  | 28 | 19 | 3 | 6  | 119 | 67  | +52  |
| 3    | Willebroekse SV     | 36  | 28 | 17 | 2 | 9  | 74  | 54  | +20  |
| 4    | Balensche Sport     | 35  | 28 | 16 | 3 | 9  | 77  | 55  | +22  |
| 5    | Hoboken SK          | 35  | 28 | 17 | 1 | 10 | 85  | 54  | +31  |
| 6    | Cappellen FC KM     | 32  | 28 | 14 | 4 | 10 | 52  | 45  | +7   |
| 7    | K. RC Borgerhout    | 30  | 28 | 14 | 2 | 12 | 86  | 74  | +12  |
| 8    | Bouchoutsche VV     | 27  | 28 | 11 | 5 | 12 | 66  | 68  | -2   |
| 9    | VV Edegem Sport     | 25  | 28 | 12 | 3 | 13 | 75  | 57  | +18  |
| 10   | FC Nijlen           | 22  | 28 | 10 | 2 | 16 | 51  | 66  | -15  |
| 11   | AC Hemiksem         | 21  | 28 | 9  | 3 | 16 | 55  | 95  | -40  |
| 12   | SC Louvain          | 20  | 28 | 9  | 2 | 17 | 57  | 88  | -31  |
| 13   | FC Wilrijk          | 15  | 28 | 6  | 3 | 19 | 51  | 116 | -65  |
| 14   | FC Klein Brabant    | 15  | 28 | 7  | 1 | 20 | 54  | 115 | -61  |
| 15   | VV OG Vorselaar     | 13  | 28 | 6  | 1 | 21 | 56  | 113 | -57  |

### Promotion D
| Rang | Équipe                   | Pts | J  | G  | N | P  | Bp  | Bc | Diff |
| ---- | ------------------------ | --- | -- | -- | - | -- | --- | -- | ---- |
| 1    | R. COURTRAI SPORT        | 46  | 28 | 22 | 2 | 4  | 104 | 31 | +73  |
| 2    | SK Roulers               | 39  | 28 | 18 | 3 | 7  | 78  | 56 | +22  |
| 3    | R. RC de Gand            | 35  | 28 | 16 | 3 | 9  | 64  | 62 | +2   |
| 4    | SC Meenen                | 35  | 28 | 17 | 1 | 10 | 89  | 56 | +33  |
| 5    | K. VG Oostende           | 33  | 28 | 14 | 5 | 9  | 61  | 55 | +6   |
| 6    | R. Ixelles SC            | 33  | 28 | 15 | 3 | 10 | 62  | 56 | +6   |
| 7    | K. AV Dendermonde        | 31  | 28 | 13 | 5 | 10 | 76  | 52 | +24  |
| 8    | RC Lokeren               | 27  | 28 | 11 | 5 | 12 | 69  | 53 | +16  |
| 9    | R. FC Roulers            | 25  | 28 | 11 | 3 | 14 | 47  | 50 | -3   |
| 10   | R. Knokke FC             | 24  | 28 | 8  | 8 | 12 | 55  | 78 | -23  |
| 11   | R. US Tournaisienne      | 23  | 28 | 9  | 5 | 14 | 69  | 62 | +7   |
| 12   | R. US Laeken             | 22  | 28 | 9  | 4 | 15 | 36  | 63 | -27  |
| 13   | R. Crossing FC Ganshoren | 21  | 28 | 9  | 3 | 16 | 48  | 94 | -46  |
| 14   | Stade Mouscronnois       | 20  | 28 | 7  | 6 | 15 | 46  | 68 | -22  |
| 15   | SCUP Jette               | 6   | 28 | 2  | 2 | 24 | 23  | 91 | -68  |

## Résumé de la saison
- Champion A: R. FC Liègeois (1e titre en D3)
- Champion B: Stade Nivellois (1e titre en D3)
- Champion C: St-Niklaassche SK (1e titre en D3)
- Champion D: Courtrai Sport (2e titre en D3)

- Neuvième titre de "D3" pour la Province de Brabant.
- Neuvième titre de "D3" pour la Province de Liège.
- Septième titre de "D3" pour la Province de Flandre occidentale.
- Sixième titre de "D3" pour la Province de Flandre orientale.

| Région flamande (30) | Région flamande (30) | Province de Brabant (7)           | Province de Brabant (7) | Région wallonne (22)   | Région wallonne (22) |
| --- | -------------------- | --------------------------------- | ----------------------- | ---------------------- | -------------------- |
| Province d'Anvers | 13                   | Province de Brabant               | 7                       | Province de Hainaut    | 8                    |
| Province de Flandre-Occidentale | 7                    | dont Région de Bruxelles-Capitale | 4                       | Province de Liège      | 10                   |
| Province de Flandre-Orientale | 4                    | dont Province du Brabant flamand  | 2                       | Province de Luxembourg | 1                    |
| Province de Limbourg | 6                    | dont Province du Brabant wallon   | 1                       | Province de Namur      | 3                    |
| Rappel: En Belgique, le principe d'une frontière linguistique est créé par la Loi du 21 juillet 1921, mais elle n'est définitivement fixée que par les Lois du 8 novembre 1962. Cette « frontière » voit ses effets principaux se marquer à partir de 1963 avec, par exemple, les passages de Mouscron en Hainaut ou de Fourons au Limbourg. La Belgique ne devient un État fédéralisé qu'à partir de 1970 lorsqu'est appliquée la première réforme constitutionnelle. À ce moment, l'ajout de l'« Article 59bis » crée les « Communautés » alors que le plus délicat, car longtemps et âprement débattu, « Article 107quater » établit les « Régions ». La Région de Bruxelles-Capitale ne voit le jour qu'en 1989. La scission de la Province de Brabant en deux (flamand et wallon) n'intervient officiellement qu'au 1er janvier 1995. |                      |                                   |                         |                        |                      |

## Débuts en séries nationales (et donc en Division 3)
Neuf clubs font leurs débuts en séries nationales.
- Balensche Sport & FC Klein Brabant (38e et 39e clubs de la Province d'Anvers) - 28eAnversois en D3 ;
- Crossing Ganshoren (33e club de la Province de Brabant) - 23e Brabançon en D3 ;
- SC Wasmes (20e club de la Province de Hainaut) - 20e Hennuyer en D3 ;
- Ans FC (25e club de la Province de Liège) - 23e Liégeois en D3 ;
- K. VV Vigor Beringen (14e club de la Province de Limbourg) - 13e Limbourgeois en D3 ;
- UW Ciney &  CS Florennois (9e et 10e club de la Province de Namur) - 9e Namurois en D3 ;
- R. FC Roulers (16e club de la Province de Flandre occidentale) - 12e Flandrien occidental en D3 ;

## Montée vers le…/ Relégation du2eniveau
Les quatre champions (Courtrai Sport, le Club Liégeois, le Stade Nivellois et St-Niklaassche) sont promus en Division 1 (D2). Ils y remplacent le Andenne, Belgica Edegem, le CS Hallois et l’Union Hutoise qui sont relégués du 2e niveau national.

## Relégations vers le niveau inférieur
Dix clubs sont relégués vers les séries inférieures.
| Clubs                                         |   | Provinces                       |
| --------------------------------------------- | - | ------------------------------- |
| FC Klein Brabant, VV OG Vorselaar, FC Wilrijk | ⇒ | Province d'Anvers               |
| SCUP Jette                                    | ⇒ | Province de Brabant             |
| Stade Mouscronnois                            | ⇒ | Province de Flandre-Occidentale |
|                                               | ⇒ | Province de Flandre-Orientale   |
|                                               | ⇒ | Province de Hainaut             |
| Milmort FC, FC St-Nicolas Liège, SRU Verviers | ⇒ | Province de Liège               |
|                                               | ⇒ | Province de Limbourg            |
| Jeunesse Arlonaise                            | ⇒ | Province de Luxembourg          |
| CS Florennois                                 | ⇒ | Province de Namur               |

## Montée depuis le niveau inférieur
Douze clubs sont admis depuis les séries inférieures en vue de la saison suivante:
| Provinces                       | Montant                        |
| ------------------------------- | ------------------------------ |
| Province d'Anvers               | K. OLSE Merksem SC, FC Bevel   |
| Province de Brabant             | Everbeur Sport, K. Humbeek FC  |
| Province de Flandre-Occidentale | Stade Kortrijk                 |
| Province de Flandre-Orientale   | SK Geraardsbergen              |
| Province de Hainaut             | Enghien Sports                 |
| Province de Liège               | Queue-du-Bois FC, FC Hannutois |
| Province de Limbourg            | Maaseiker FC                   |
| Province de Luxembourg          | CS Libramontois                |
| Province de Namur               | US Fossoise                    |

## Changements de noms / Fusions / Rapprochements
- En vue de cette saison, l'ARA Termondoise (matricule 57) change son appellation et devient la "Koninklijke Athletische Vereniging Dendermonde" ou K. AV Dendermonde.